# Ranunculus laxicaulis
Ranunculus laxicaulis Darby – gatunek rośliny z rodziny jaskrowatych (Ranunculaceae Juss.). Występuje endemicznie w Stanach Zjednoczonych, na obszarze od wschodniego Teksasu i południowo-wschodniej części stanu Kansas aż po Wirginię i Georgię. 

## Morfologia
PokrójBylina.
LiścieSą trójdzielne. Mają owalny, lancetowaty lub eliptyczny kształt. Mierzą 1,5–5,5 cm długości oraz 0,5–2,5 cm szerokości. Nasada liścia ma sercowaty lub ostrokątny kształt. Brzegi są całobrzegie lub ząbkowane. Wierzchołek jest zaokrąglony lub ostry. Ogonek liściowy jest nagi i ma 1,5–9 cm długości.
KwiatySą zebrane w kwiatostanach. Pojawiają się na szczytach pędów. Mają 4 lub 5 eliptycznych działek kielicha, które dorastają do 2–3 mm długości. Mają od 4 do 6 owalnych i żółtych płatków o długości 2–6 mm.
OwoceNagie niełupki o długości 1 mm. Tworzą owoc zbiorowy – wieloniełupkę o jajowatym lub półkulistym kształcie i dorastającą do 2–3 mm długości.

## Biologia i ekologia
Rośnie na łąkach, nieużytkach oraz przy rowach i stawach. Występuje na terenach nizinnych. Kwitnie od marca do lipca. 